# Віфінсько-пергамська війна (156—154 до н.е.)
Віфінсько-пергамська війна (156—154 рр. до н. е.) — військовий конфлікт двох малоазійських царств, що стався в середині 150-х років до н. е.
Перші конфлікти віфінців із Пергамським царством відносяться ще до кінця 3 століття до н. е. У 180-х роках до н. е. їхній правитель Прусій I програв війну пергамському царю Евмену II та змушений був поступитись розташованою між цими царствами областю Мала Фригія (вона ж Фригія Епіктет). За цим відносини держав поліпшились, коли новий цар Прусій II узяв сторону пергамців у їхній війні проти понтійського царя Фарнака, за що отримав розташоване на чорноморському узбережжі місто Тій. Проте менш ніж за півтора десятки років, у 156 р. до н. е., знов дійшло до війни Віфінії з Пергамом.
Як повідомляє Аппіан, образившись за щось на тодішнього пергамського царя Аттала II, Прусій ІІ почав спустошувати його землі. Римський сенат втрутився та наказав віфінському володарю припинити такі дії, проте Прусій не прислухався. Тоді в Малу Азію прибули римські посли, які надіслали обом царям вимогу з'явитись на кордон для укладення миру, маючи при собі лише по одній тисячі вершників. У відповідь Прусій підняв усе своє військо, при вигляді якого нечисленні пергамці вдались до втечі. Розграбувавши табір римських послів, віфінець рушив уперед та підійшов до самого Пергаму (155 р. до н. е.).

Монета Прусія ІІ

Спустошуючи ворожі землі, Прусій не зробив винятку навіть для храмів, зокрема грабунку зазнало святилище в Никефоріоні (можливо відзначити, що за півстоліття до того, під час Критської війни, воно вже потерпіло від македонського царя Філіппа V). Постраждали від віфінської навали й мешканці різних грецьких полісів, чиї поля виявились розореними — Егеї та Кими (міста у Еоліді на узбережжі Егейського моря), Мефімни (острів Лесбос), а також Гераклеї Понтійської (знаходилась на південному узбережжі Чорного моря в сусідстві з Віфінією, проте тяжіла до союзу із Пергамом).
Втім, не лише пергамці та союзники потерпали від війни. За твердженням Діодору, у війську Прусія поширилась дизентерія, що забрала більшість воїнів, тоді як флот потрапив у Пропонтиді до раптової бурі. Остання потопила багато суден разом з людьми, ще частину кораблів викинуло на берег (155 р. до н. е.).

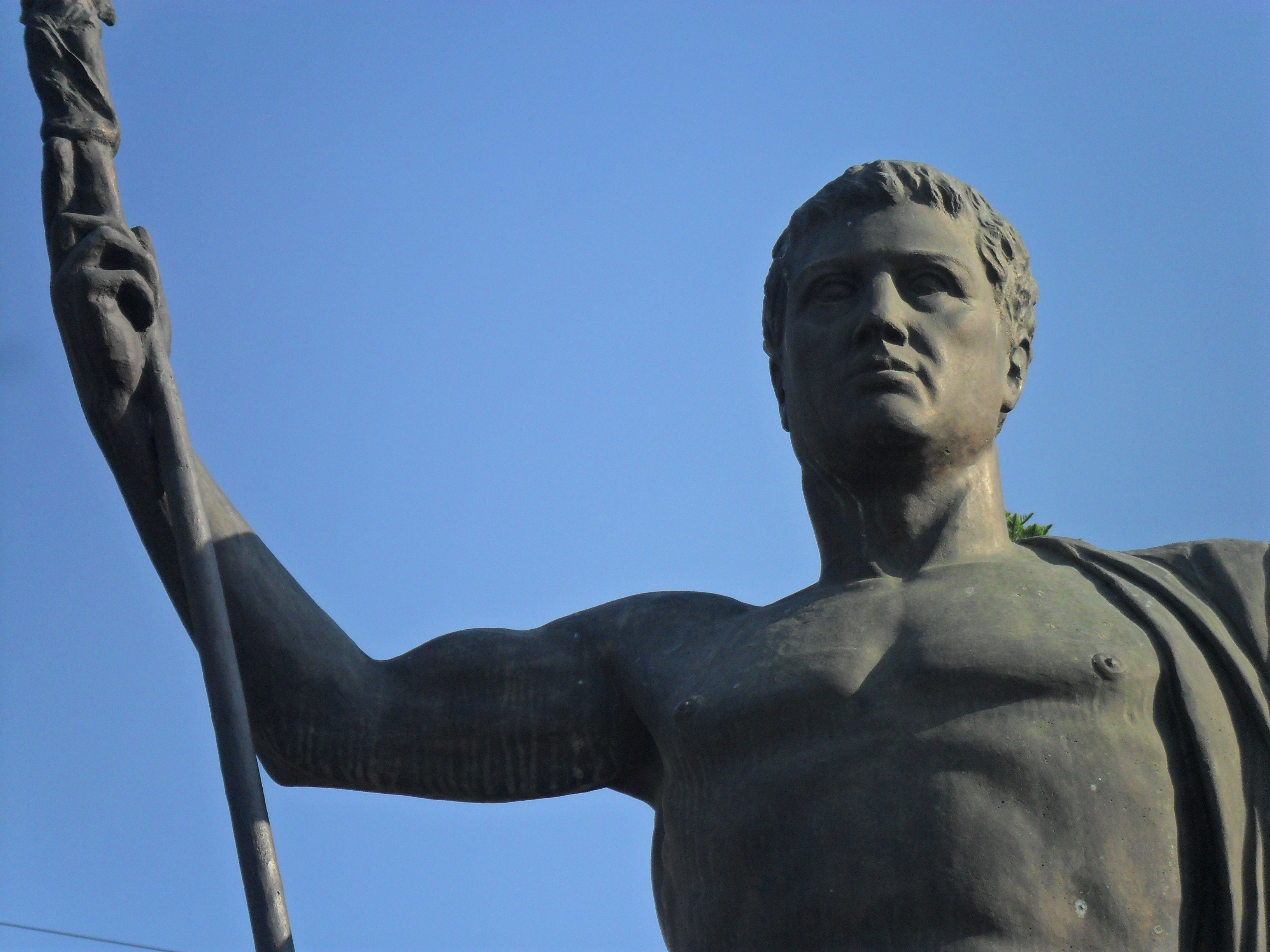
Аттал ІІ

На початку 154 р. до н. е. пергамці зібрали значні сили, зокрема їм на допомогу вислали свої загони каппадокійський цар Аріарат V (перед тим Аттал допоміг йому повернути трон, захоплений узурпатором Ороферном) та правитель Понту Мітрідат IV. Також був сформований великий флот із 80 палубних суден, з яких лише 27 належали самому Атталу, тоді як інші прибули від союзників. Зокрема, 20 кораблів надав Кізик (здавна союзне пергамцям велике місто на південному узбережжі Пропонтиди), а ще 5 прислали родосці (хоча останні вели у цей момент в південній Егеїді свою важку війну із критянами). Цей флот під командуванням брата Аттала Афінея зібрався у Геллеспонті, після чого узявся чинити набіги на землі міст віфінського царя.
Втім, вирішальним стало прибуття із Риму другого посольства, учасники якого у відповідь на непокору Прусія оголосили, що він більше не є союзником римського народу. Наляканий можливими наслідками конфлікту із гегемоном Середземномор'я, віфінський цар припинив війну (154 р. до н. е.). За продиктованими римлянами умовами миру, Прусій мав видати Атталу 20 палубних суден та протягом двадцяти років сплатити 500 талантів. Крім того, на відшкодування збитків зазначеним вище грецьким полісам із Віфінії стягувалось ще 100 талантів.
Через кілька років пергамці втрутились у конфлікт віфінського царя з його сином Нікомедом, наслідком чого стала загибель Прусія.